# Plaimbois-Vennes
Plaimbois-Vennes est une commune française située dans le département du Doubs, la région culturelle et historique de Franche-Comté et la région administrative Bourgogne-Franche-Comté.

## Géographie

### Toponymie
Le Pleinbois, Plaimbois derrier Vennes en 1618.
C'est un petit village de montagne.

### Climat
Pour des articles plus généraux, voir Climat de la Bourgogne-Franche-Comté et Climat du Doubs.
En 2010, le climat de la commune est de type climat de montagne, selon une étude du Centre national de la recherche scientifique s'appuyant sur une série de données couvrant la période 1971-2000. En 2020, Météo-France publie une typologie des climats de la France métropolitaine dans laquelle la commune est exposée à un climat de montagne ou de marges de montagne et est dans la région climatique  Jura, caractérisée par une forte pluviométrie en toutes saisons (1 000 à 1 500 mm/an), des hivers rigoureux et un ensoleillement médiocre. 
Pour la période 1971-2000, la température annuelle moyenne est de 7,7 °C, avec une amplitude thermique annuelle de 16,6 °C. Le cumul annuel moyen de précipitations est de 1 445 mm, avec 13,4 jours de précipitations en janvier et 11,5 jours en juillet. Pour la période 1991-2020, la température moyenne annuelle observée sur la station météorologique de Météo-France la plus proche, « Pierrefontaine », sur la commune de Pierrefontaine-les-Varans à 4 km à vol d'oiseau, est de 8,8 °C et le cumul annuel moyen de précipitations est de 1 376,5 mm. 
La température maximale relevée sur cette station est de 39,3 °C, atteinte le 31 juillet 1983 ; la température minimale est de −31,9 °C, atteinte le 9 janvier 1985,,. 
Les paramètres climatiques de la commune ont été estimés pour le milieu du siècle (2041-2070) selon différents scénarios d'émission de gaz à effet de serre à partir des nouvelles projections climatiques de référence DRIAS-2020. Ils sont consultables sur un site dédié publié par Météo-France en novembre 2022.

## Urbanisme

### Typologie
Au 1er janvier 2024, Plaimbois-Vennes est catégorisée commune rurale à habitat dispersé, selon la nouvelle grille communale de densité à 7 niveaux définie par l'Insee en 2022.
Elle est située hors unité urbaine et hors attraction des villes,.

### Occupation des sols
L'occupation des sols de la commune, telle qu'elle ressort de la base de données européenne d’occupation biophysique des sols Corine Land Cover (CLC), est marquée par l'importance des forêts et milieux semi-naturels (68,2 % en 2018), une proportion sensiblement équivalente à celle de 1990 (67,9 %). La répartition détaillée en 2018 est la suivante : 
forêts (68,2 %), prairies (28,3 %), zones agricoles hétérogènes (3,5 %). L'évolution de l’occupation des sols de la commune et de ses infrastructures peut être observée sur les différentes représentations cartographiques du territoire : la carte de Cassini (XVIIIe siècle), la carte d'état-major (1820-1866) et les cartes ou photos aériennes de l'IGN pour la période actuelle (1950 à aujourd'hui).

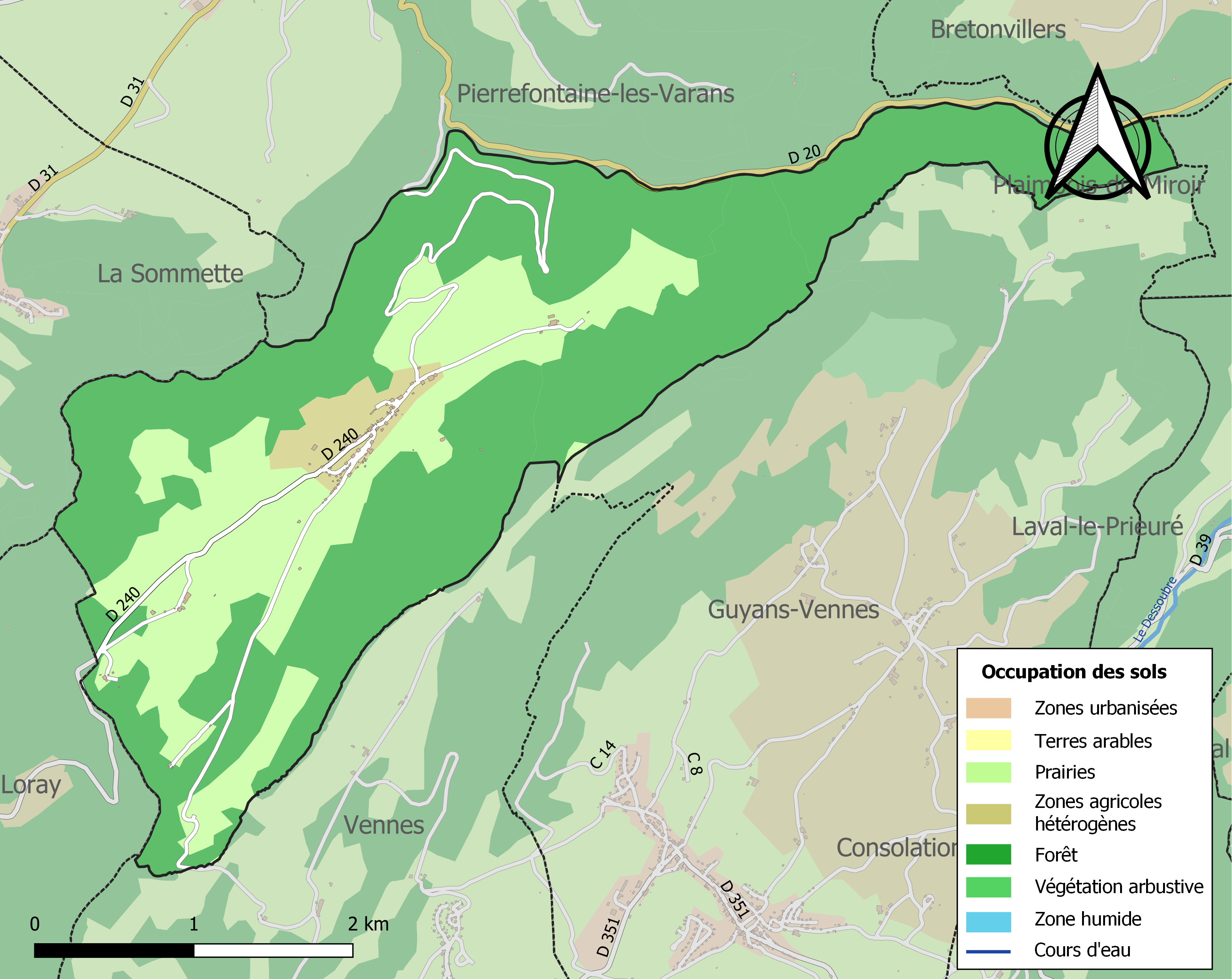
Carte des infrastructures et de l'occupation des sols de la commune en 2018 (CLC).

## Histoire
La première mise en valeur des terres de l'actuelle commune de Plaimbois-Vennes fut peut-être dirigée dès les environs du XIIe siècle par les moines bénédictins du prieuré de Morteau. En effet, Vennes avait la gardienneté du prieuré et par extension celle d’Eysson qui fut le centre paroissial jusqu'en 1592. Mais la grande vague d’habergements eut lieu au XIIIe siècle, sous l’impulsion des seigneurs de Vennes, et dans le temps même où se faisait la mise en valeur des Hautes Terres. Les « halbergeons » réduisirent « à plain » les pentes boisées du Mont Aurèbe, et le village reçut un nom français : il fut le « Plaimbois derrière Vennes ».
Plaimbois-Vennes fut d'abord dotée d'une chapelle, qui devint église à la fin du XVIe siècle. L'église actuelle, sous le vocable de saint Sébastien, date de 1778. Elle fut coiffée d'un dôme en 1838. À côté d'elle se trouve le monument aux morts qui rappelle le souvenir des victimes des différentes guerres. La dernière fut le colonel Camille Loichot (1888-1945), mort pour la France en déportation.
Les plus anciennes familles citées au village sont les Monnot et les Brulot, présentes avant la Guerre de Trente Ans, et dont les descendants résident toujours. Après les ravages de cette guerre, plusieurs familles d'origine suisse vinrent s'installer au village. Par ailleurs, la famille Roussel a fait l'objet d'une étude spécifique. À partir de sources, documents d'archives divers et rigoureusement référencés, « la saga des ROUSSEL » (ou deux siècles de tribulations montagnonnes) d'Arc-sous-Cicon à Plaimbois-derrière-Vennes retrace l'histoire quotidienne et mouvementée de laboureurs autarciques du Haut-Doubs - du XVIIIe au XXe siècle - relatée et illustrée par Claude Maigret, descendant de cette famille. Le texte, comme la riche iconographie associée, ont été publiés dans le recueil 2007 de la Société d'émulation du Doubs.

## Politique et administration
| Période                                  | Période  | Identité         | Étiquette | Qualité  |
| ---------------------------------------- | -------- | ---------------- | --------- | -------- |
| juillet 2008                             | En cours | Charline Cassard | DVD       | Employée |
| Les données manquantes sont à compléter. |          |                  |           |          |

## Démographie
L'évolution du nombre d'habitants est connue à travers les recensements de la population effectués dans la commune depuis 1793. Pour les communes de moins de 10 000 habitants, une enquête de recensement portant sur toute la population est réalisée tous les cinq ans, les populations de référence des années intermédiaires étant quant à elles estimées par interpolation ou extrapolation. Pour la commune, le premier recensement exhaustif entrant dans le cadre du nouveau dispositif a été réalisé en 2008.

En 2022, la commune comptait 116 habitants, en évolution de +13,73 % par rapport à 2016 (Doubs : +1,88 %, France hors Mayotte : +2,11 %).
| 1793 | 1800 | 1806 | 1821 | 1831 | 1836 | 1841 | 1846 | 1851 |
| ---- | ---- | ---- | ---- | ---- | ---- | ---- | ---- | ---- |
| 214  | 193  | 195  | 192  | 222  | 236  | 281  | 291  | 266  |

| 1856 | 1861 | 1866 | 1872 | 1876 | 1881 | 1886 | 1891 | 1896 |
| ---- | ---- | ---- | ---- | ---- | ---- | ---- | ---- | ---- |
| 243  | 252  | 253  | 246  | 246  | 220  | 223  | 256  | 221  |

| 1901 | 1906 | 1911 | 1921 | 1926 | 1931 | 1936 | 1946 | 1954 |
| ---- | ---- | ---- | ---- | ---- | ---- | ---- | ---- | ---- |
| 211  | 196  | 174  | 160  | 159  | 151  | 142  | 148  | 127  |

| 1962 | 1968 | 1975 | 1982 | 1990 | 1999 | 2006 | 2008 | 2013 |
| ---- | ---- | ---- | ---- | ---- | ---- | ---- | ---- | ---- |
| 109  | 75   | 65   | 53   | 53   | 66   | 71   | 73   | 97   |

| 2018 | 2022 | - | - | - | - | - | - | - |
| ---- | ---- | - | - | - | - | - | - | - |
| 102  | 116  | - | - | - | - | - | - | - |

## Lieux et monuments
- L'église Saint-Sébastien construite en 1778 possède plusieurs éléments recensés dans la base Palissy : tableaux, statues, Fonts baptismaux.
- La cascade du moulin de Vermondans et son moulin.
- Le calvaire de Pierre Lamadou[20] : érigé à la mémoire de l'ermite Pierre Gardien qui vécut pendant quarante-cinq ans dans une grotte proche, dans le dénuement le plus complet, s’imposant une dure pénitence et vivant de ce que la forêt pouvait lui offrir. Il échangeait avec le visiteur quelques pommes de terre et morceaux de pain dur contre des tranches de champignons séchés de couleur brune ou blanche, indispensables à l’époque pour s’éclairer, qu’il ramassait sur le tronc des arbres et que l’on appelle amadou. C’est pour cela qu’il était surnommé Pierre Lamadou.
- La vallée de la Reverotte

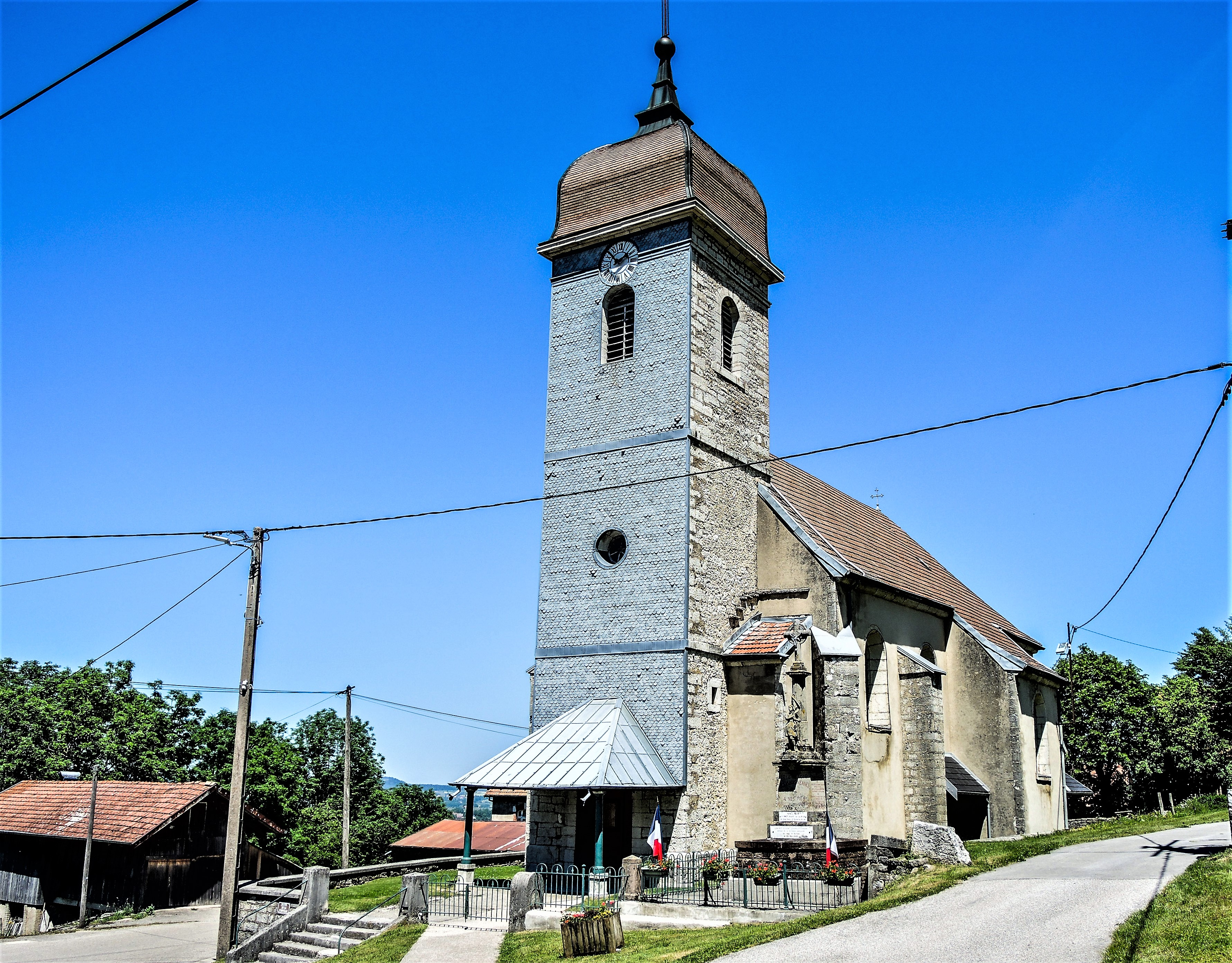
L'église Saint-Sébastien.
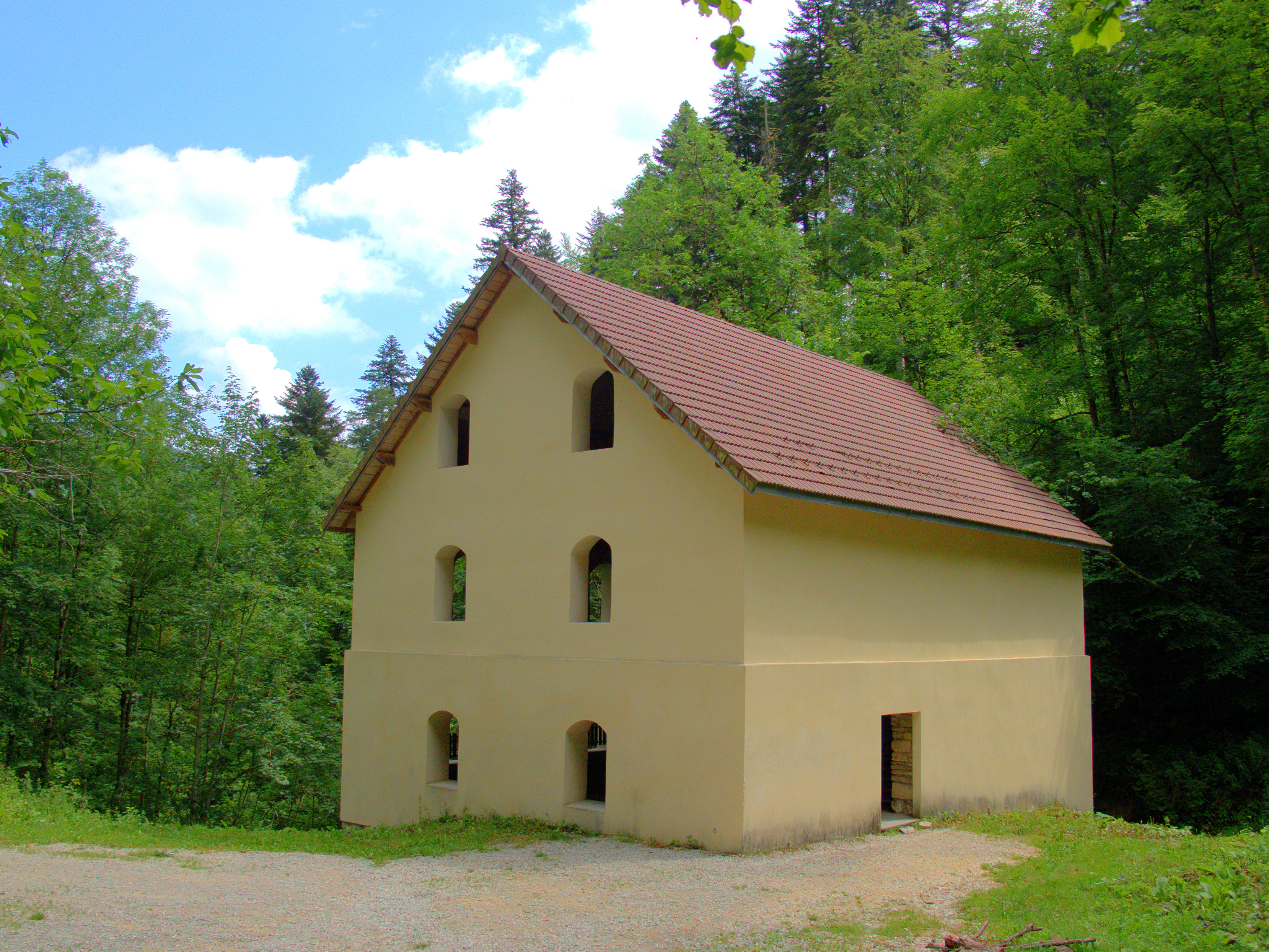
Le moulin de Vermondans (moulin à grains restauré).
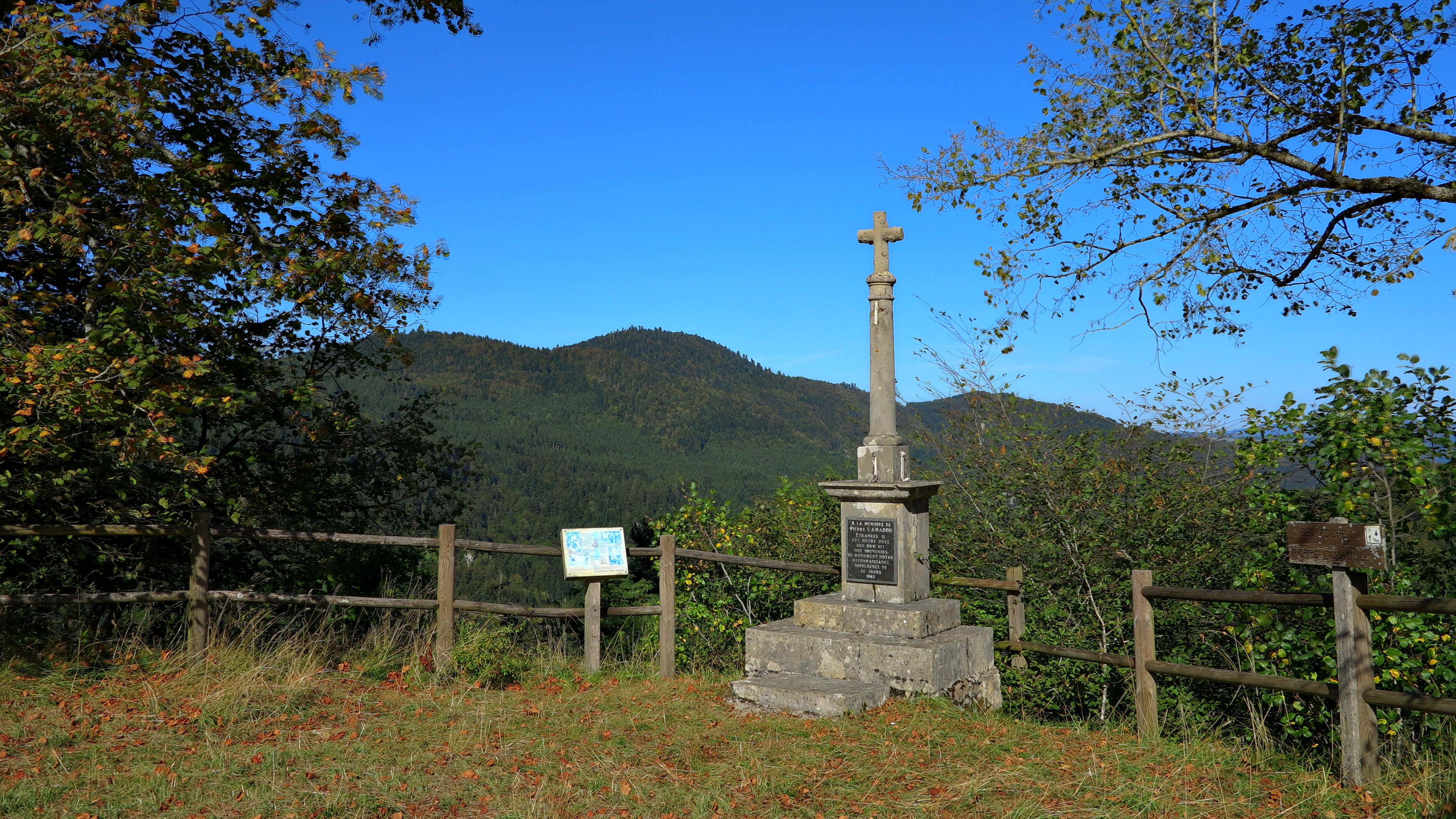
Le calvaire de Pierre Lamadou.
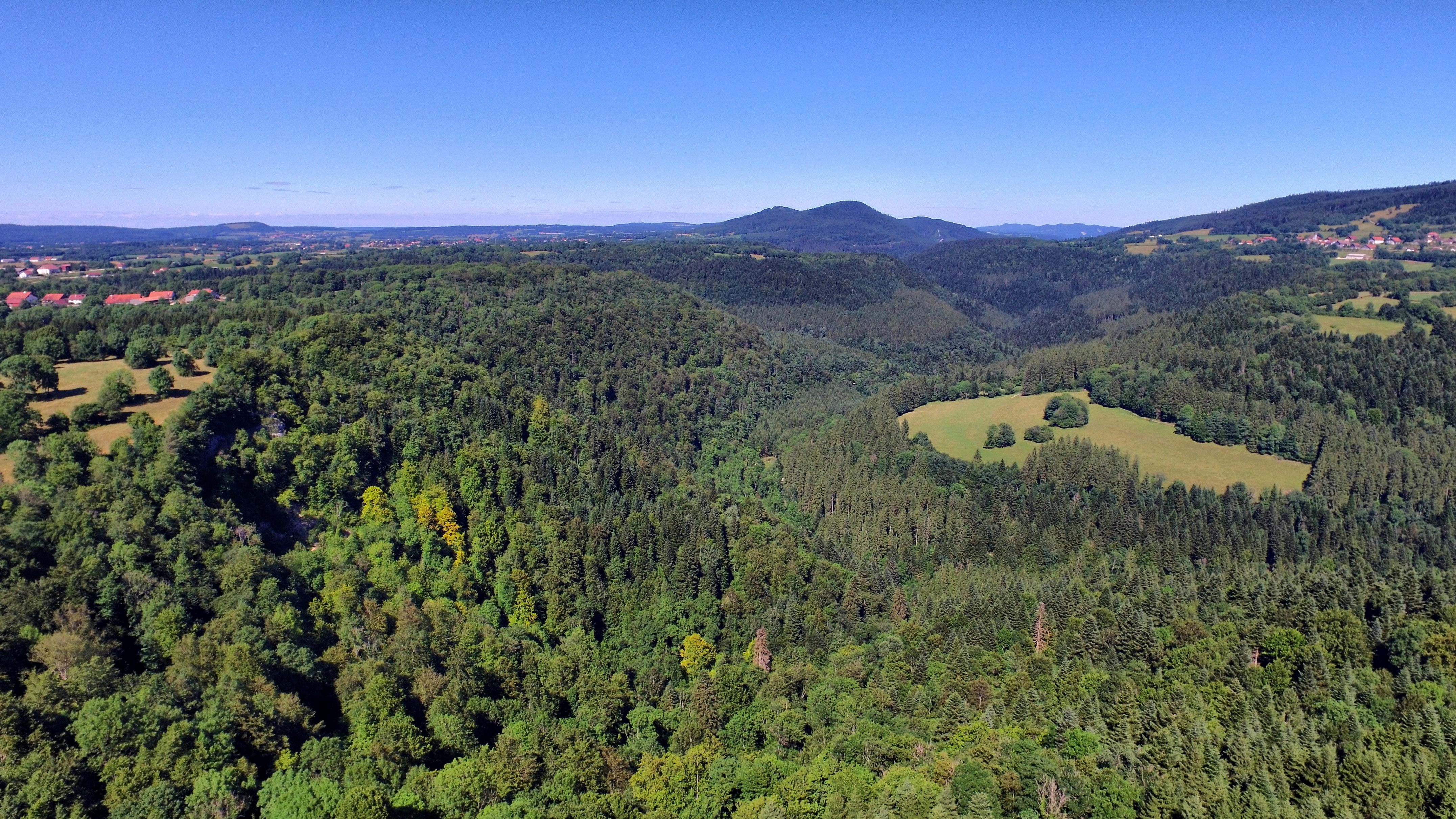
La vallée de la Reverotte avec, en haut et à droite, le village.
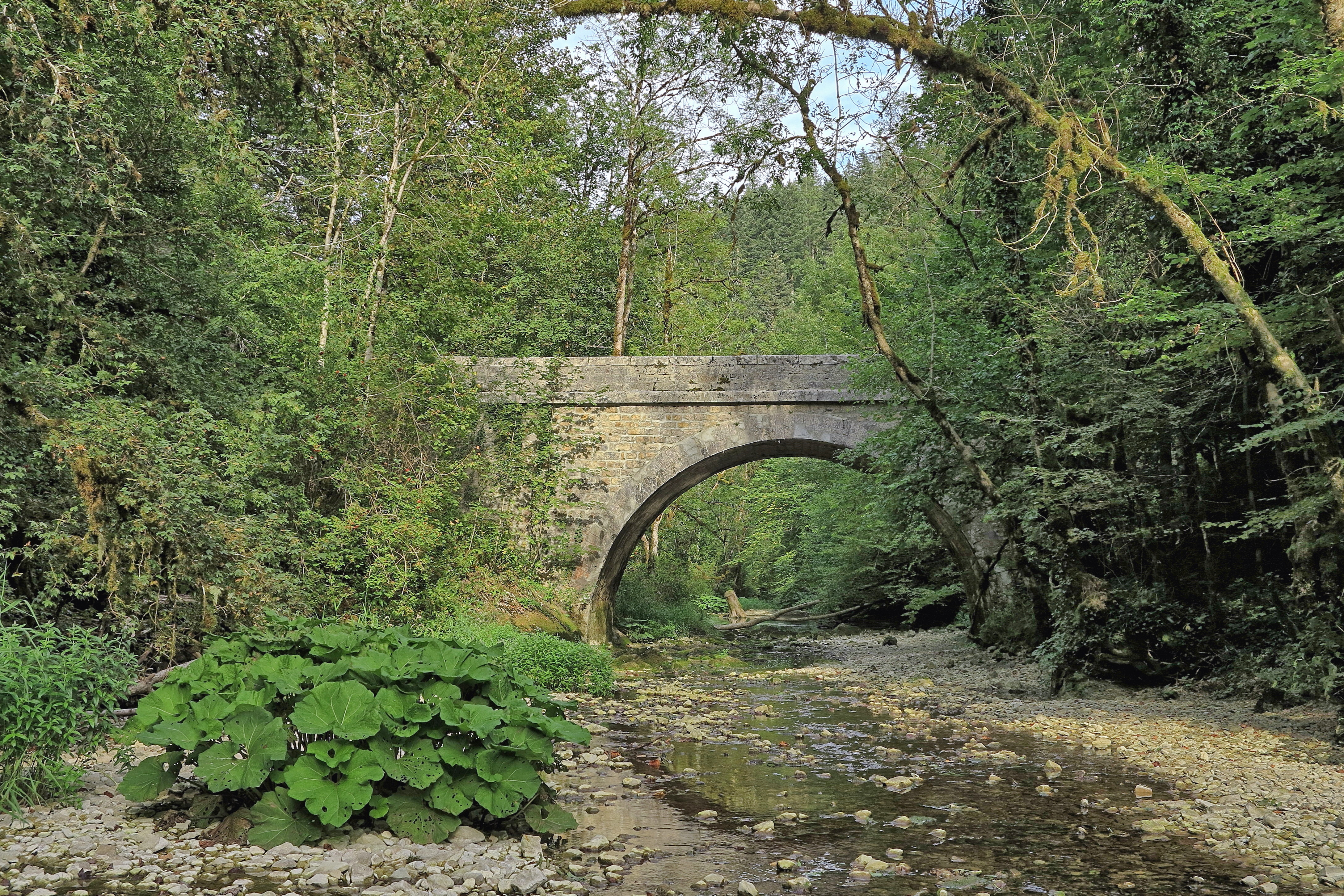
Le pont sur la Reverotte.

## Personnalités liées à la commune
- Pierre Gardien (1747-1792), ermite à Vermondans, dit Pierre l'Amadou[21].
- Le lieutenant-colonel Camille Loichot (1888-1945), commandant du 41e régiment d'infanterie de ligne (1940), résistant à l'ORA (Organisation de résistance de l'armée), mort pour la France en déportation.

## Plaimbois-Vennes dans l'art
- Émile Isenbart, Le soir à Plaimbois-Vennes, 1910